# Stopplaats De Paltz
Station De Paltz is een voormalige stopplaats aan de spoorlijn Den Dolder-Baarn. De stopplaats werd op 27 juni 1898 geopend en op 15 mei 1933 gesloten.
De aanleg van de stopplaats was een initiatief van jonkheer L. Rutgers van Rozenburg, destijds eigenaar van landgoed De Paltz. Ook liet Rutgers van Rozenburg een weg van de halte naar zijn landgoed aanleggen, het huidige Berkenlaantje in Soest.